# Markleysburg
Markleysburg es un borough ubicado en el condado de Fayette en el estado estadounidense de Pensilvania. En el año 2000 tenía una población de 282 habitantes y una densidad poblacional de 382 personas por km².

## Geografía
Markleysburg se encuentra ubicado en las coordenadas 40°44′14″N 79°27′10″O / 40.73722, -79.45278

## Demografía
Según la Oficina del Censo en 2000 los ingresos medios por hogar en la localidad eran de $22,083 y los ingresos medios por familia eran $29,063. Los hombres tenían unos ingresos medios de $25,000 frente a los $15,625 para las mujeres. La renta per cápita para la localidad era de $12,312. Alrededor del 21.5% de la población estaba por debajo del umbral de pobreza.